# Natalin (gmina Urzędów)
Natalin – wieś w Polsce, położona w województwie lubelskim, w powiecie kraśnickim, w gminie Urzędów.
W latach 1975–1998 miejscowość należała administracyjnie do województwa lubelskiego.
We wsi znajduje się mogiła żołnierzy Armii Radzieckiej.